# Banks Lake (Washington)
Der Banks Lake ist ein 27 mi (43,5 km) langer Stausee im Zentralteil des US-Bundesstaates Washington. Sein Umfang beträgt 135 mi (ca. 220 km).
Als Teil des Columbia Basin Project bedeckt der Banks Lake den nördlichen Teil der Grand Coulee, einer ehemals trockenen Flussterrasse (engl. „coulee“) in der Nähe des Columbia River, welche von den Missoula-Fluten während des Pleistozäns hinterlassen wurde. Der Grand Coulee Dam, vom United States Bureau of Reclamation erbaut, schuf am Columbia River den Franklin D. Roosevelt Lake. Die Oberfläche des Lake Roosevelt liegt mehrere hundert Fuß oberhalb des ursprünglichen Columbia River, was es erleichtert, das Wasser über 280 ft (85,3 m) über den Canyon des Flusses hinaus auf die angrenzende Grand Coulee zu pumpen. Zwei niedrige Erddämme, der Dry Falls Dam und der North Dam, halten das Wasser im Grand Coulee und bilden so einen Stausee namens Banks Lake. Er ist nach Frank A. Banks benannt, dem Bauleiter am Grand Coulee Dam.
Am Nordende des Banks Lake liegen die Stadt Grand Coulee und die Kleinstadt Electric City. Der Steamboat Rock State Park liegt im nördlichen Zentralteil des Sees. Die Kleinstadt Coulee City liegt am Südende des Sees. Von dort wird das im Banks Lake gespeicherte Wasser für die Bewässerung im Rahmen des Columbia Basin Project über ein großes Gebiet verteilt.

## Satellitenbild

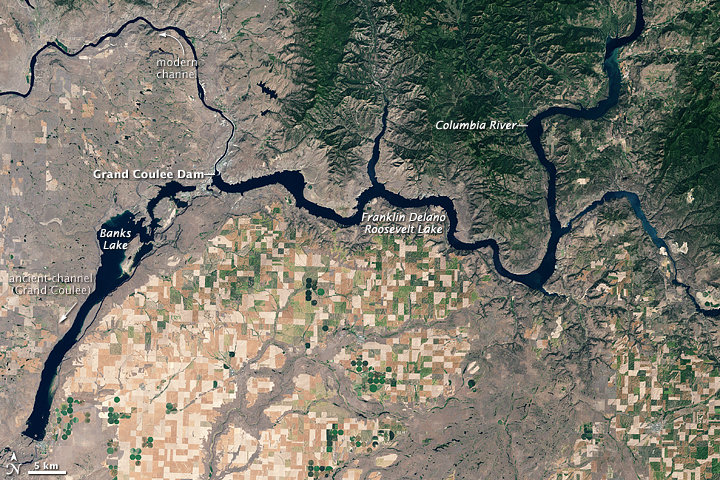
Banks Lake, Grand Coulee Dam und Franklin D. Roosevelt Lake 1999 auf einem Landsat-Photo

Auf diesem im Sommer gemachten Bild erscheinen Landflächen in Abstufungen von beige, braun und grün. Im Gegensatz zu den zerklüfteten, irregulären Konturen der lokalen Gipfel erscheint kultiviertes Land als Netzwerk von Rechtecken, einige von ihnen grün, andere beige oder gelbbraun. Hellgrüne Punkte stellen Felder mit Kreis-Beregnungssystemen dar. Die größte Konzentration landwirtschaftlicher Flächen zeigt sich südlich des Dammes. Nördlich des Stausees dominieren vegetationsbedeckte Hügel. Flacheres unkultiviertes Gelände erscheint grau-beige, möglicherweise durch die spärliche Vegetation, insbesondere im Nordwesten.